# استان یاروسلاول
استان یاروسلاول (به زبان روسی: Яросла́вская о́бласть، تلفظ: یارُسلاوسکایا اُبلاست) یکی از واحدهای فدرالی روسیه است.
این استان در ناحیه فدرالی مرکزی و در میان استان‌های تور، مسکو، ایوانووو، ولادیمیر، کوستروما و ولوگدا قرار گرفته‌است.
این استان بخاطر نزدیکی‌اش به مسکو سنت پترزبورگ مرکزیت مهمی دارد و گذرگاه بزرگراه‌ها و آبراه‌های اصلی این بخش از روسیه‌است.

## تاریخ
اواخر پارینه سنگی متاخر ساکن شده بود. در دوره نوسنگی، محل تلاقی ولگا-اوکا توسط قبایل شکار و ماهیگیری به اصطلاح فرهنگ سفال گودال شانه اشغال شده‌است. در آغاز هزاره دوم قبل از میلاد. ه قبایل اصلاح نژاد گاو (عصر برنز) از دنیپر میانه به اینجا حمله کردند، آنها قبایل نوسنگی را مقهور کردند و تا حدی با آنها مخلوط شدند، نام Fatyanovo را دریافت کردند. از اواسط هزاره 1 قبل از میلاد. ه تا اواسط هزاره 1 ق. ه در این منطقه قبایل به اصطلاح دیاکوفسکی ساکن بودند که می‌دانستند چگونه آهن را پردازش کنندبه پرورش گاو و مزارع اسلش و همچنین ماهیگیری و شکار مشغول بودند. در نیمه دوم هزاره 1 ق. ه قلمرو منطقه توسط ساکنان فینو-Ugric مردم Merya.
در قرن 9-10، بالا منطقه ولگا شروع به شکل مسالمت آمیز حل و فصل توسط اسلاوها، آنها نمایندگان Ilmenian اسلوونی و Krivichi، آنها به تدریج با مخلوط Merians. اولین شهرهایی که در قلمرو منطقه به‌وجود آمد، روستوف واقع در دریاچه نرو بود که قبلاً در سال 862 در تواریخ ذکر شده بود. در اینجا شاهزادگان کی یو شاهزاده یا فرمانداری را فرستادند که بر کل شمال شرقی روسیه حکومت می‌کرد. در سال 991، اسقف روستوف تأسیس شد - یکی از قدیمی ترین‌ها در روسیه. نه زودتر از سال 1010، شاهزاده روستوف یاروسلاو ولادیمیرویچ (حکیم) شهر یاروسلاول را در ولگا تأسیس کرد… در ابتدای قرن سیزدهم، شمال شرقی روسیه در املاک خاص جدا شد. امیرنشینهای اصلی در قلمرو منطقه مدرن یاروسلاول شد Pereslavskoe (1175-1302)، روستوف (1207-1474)، Uglichskoe (1216-1605) و Yaroslavskoe (1218-1471). در فوریه 1238، شمال شرقی روسیه هنگام حمله تاتار و مغول ویران شد.

## اطلاعات پایه

جایگاه استان یاروسلاول بر روی نقشه روسیه

استان یاروسلاول در ۱۱ مارس ۱۹۳۶ تشکیل شد.
- مساحت استان: ۳۶٬۴۰۰ کیلومتر مربع
- جمعیت (۲۰۰۲): ۱٬۳۶۷٬۳۹۸
- استاندار: آناتولی لیسیتسین
- مرکز اداری: شهر یاروسلاول
- فاصله یاروسلاول به مسکو: ۲۸۲ کیلومتر
- شمار شهرهای استان: ۶
- شمار بخش‌های استان: ۱۷
- شهرنشینی: بیش از ۸۰٪
- شمار آثار و جایگاه‌های تاریخی و باستانی: بیش از ۵٬۰۰۰
- شمار گردشگران (۱۹۹۷): ۲۷۲٬۵۰۰

## شهرهای مهم
- دانیلوف
- گاوریلوف-یام
- لیوبیم
- میشکین
- پرسلاول-زالسکی
- پتروفسک
- پوشخونیه
- روستوف
- ریبینسک
- توتایف (رومانف-بوریسوگلِبسک پیشین)
- اوگلیچ
- یاروسلاول

قدیمی‌ترین شهر این استان روستوف است.